# ハナヤ勘兵衛
ハナヤ勘兵衛（はなや かんべい、または、はなや かんべえ、1903年1月12日 - 1991年5月15日）は、日本の写真家。本名は桑田和雄。

## 人物
1903年に大阪市西区江戸堀で生まれる。大阪府立堺中学校（現・大阪府立三国丘高等学校）を卒業後、写真家になるために上海に渡り、その後香港やシンガポールにも渡る。1927年に帰国後、玉子と結婚。1929年に芦屋で写真材料店を開き、「ハナヤ勘兵衛」と名乗るようになった。
1930年に、中山岩太が中心となり結成された「芦屋カメラクラブ」に紅谷吉之助、高麗清治らとともに参加し、関西での新興写真運動の中心的存在の一人として活躍。その作品には、多重露光やフォトモンタージュを駆使したものが多く、強烈なモダニズムを感じさせ、1932年に創刊された雑誌『光画』にも、その作品が掲載された。当時の作品は、船に取材する機械美を追求したものや、フォトモンタージュによって近代都市を捉えるものがあった。また、戦後も活動を続け後進を多く育てた。

## 桑田商会・株式会社ハナヤ勘兵衛
ハナヤ勘兵衛はもともと「桑田商会」という写真材料商を芦屋で営んでいたが、この会社は「株式会社ハナヤ勘兵衛」と名称を変え、現在も兵庫県芦屋市で営業を続けている。ちなみに、現在は、写真材料販売のみならず、写真撮影、プリント、暗室処理、暗室レンタルなども行っている。

## 代表作
- 船A（1930年）
- 船B（1931年）
- 船C（1930年）
  - 以上3点は、構成主義的な作品となっている。（堀野正雄の作品との近接性も感じられる）
- フォトモンタージュ 女とグラス（1933年） - モダンガールとネオンをモンタージュした作品。
- アドウーマン（1954年）
- たそがれ（1936年）
- ナンデェ!!（1937年） - 躍る人間を1つの画面に三重に写し込んで、ブレとともに人物の大きな動きを端的に表現した作品。
- 独楽のある静物（1943年）
- 歯車のある静物（1955年）
- 五月雨の連奏（1962年）
- 桜と焼場（1966年）
- 木のある風景（1963年）
- 早春（1969年）
- 桜（1970年）
- 尾呂志の桜（1973年）
- 校庭の春（1973年）
- 造船所（1981年）

## 主要展覧会
- ハナヤ勘兵衛展／芦屋市立美術博物館／1995年
- 芦屋カメラクラブ1930～1942／芦屋市立美術博物館／1998年